# Shinta Appelkamp
Shinta Karl Appelkamp (アペルカンプ 真大 カール?, Aperukanpu Shinta Kāru; Tokyo, 1º novembre 2000) è un calciatore tedesco con cittadinanza giapponese, centrocampista del Fortuna Düsseldorf.

## Carriera

### Club
Nato a Tokyo da padre tedesco e madre giapponese, cresce calcisticamente nelle giovanili del Fortuna Düsseldorf. Il 26 settembre 2020 esordisce in prima squadra, giocando l'incontro di 2. Fußball-Bundesliga vinto per 1-0 contro il Kickers Würzburg.

### Nazionale
Dopo aver rappresentato il Giappone con le nazionali giovanili Under-17 ed Under-18, ha scelto di giocare per la Germania. Convocato dalla nazionale tedesca Under-21 per l'Europeo di categoria nel 2021, pur non scendendo mai in campo, si laurea vincitore della competizione.

## Statistiche

### Presenze e reti nei club
Statistiche aggiornate al 16 aprile 2022.
| Stagione        | Squadra            | Campionato      | Campionato | Campionato | Coppe nazionali | Coppe nazionali | Coppe nazionali | Coppe continentali | Coppe continentali | Coppe continentali | Altre coppe | Altre coppe | Altre coppe | Totale | Totale | Totale |
| Stagione        | Squadra            | Comp            | Pres       | Reti       | Comp            | Pres            | Reti            | Comp               | Pres               | Reti               | Comp        | Pres        | Reti        | Pres   | Reti   |        |
| --------------- | ------------------ | --------------- | ---------- | ---------- | --------------- | --------------- | --------------- | ------------------ | ------------------ | ------------------ | ----------- | ----------- | ----------- | ------ | ------ | ------ |
| mar.-mag. 2019  | F. Düsseldorf II   | RL              | 5          | 1          |                 | -               | -               |                    | -                  | -                  |             | -           | -           | 5      | 1      |        |
| 2019-2020       | F. Düsseldorf II   | RL              | 19         | 8          |                 | -               | -               |                    | -                  | -                  |             | -           | -           | 19     | 8      |        |
| 2020-2021       | Fortuna Düsseldorf | 2L              | 21         | 6          | CG              | 1               | 0               |                    | -                  | -                  |             | -           | -           | 22     | 6      |        |
| 2021-2022       | Fortuna Düsseldorf | 2L              | 26         | 3          | CG              | 1               | 0               |                    | -                  | -                  |             | -           | -           | 27     | 3      |        |
| 2022-2023       | Fortuna Düsseldorf | 2L              | 33         | 6          | CG              | 3               | 0               |                    | -                  | -                  |             | -           | -           | 36     | 6      |        |
| Totale carriera | Totale carriera    | Totale carriera | 104        | 24         |                 | 5               | 0               |                    | -                  | -                  |             | -           | -           | 109    | 24     |        |